# Otto Eichelmann
Otto Eichelmann (ukrainisch Отто Оттович Ейхельман Otto Ottowytsch Ejchelman, russisch Оттон Оттонович Эйхельман Otton Ottonowitsch Ejchelman; * 15. Apriljul. / 27. April 1854greg. in Georgijewski, Gouvernement Sankt Petersburg, Russisches Kaiserreich; † 21. November 1943 in Prag, Protektorat Böhmen und Mähren) war ein ukrainischer Staats- und Völkerrechtler, Rechtshistoriker, Hochschullehrer und politischer Berater deutschbaltischer Abstammung.

## Leben
Otto Eichelmann kam im Weiler Georgijewski (Георгиевский) bei Jamburg zur Welt und wurde lutherisch getauft. Er ging in Reval auf das Gymnasium und studierte ab Januar 1873 an der Kaiserlichen Universität Dorpat, die er im Juni 1875 als Kandidat der Rechtswissenschaften absolvierte.
Im September 1876 verteidigte er an der Juristischen Fakultät der gleichen Universität seine These im Staats- und Völkerrecht und am 18. März 1878 wurde er zum Vollzeit-Assistent-Professor an der Abteilung für Staats- und Verwaltungsrecht des Juristischen Lyzeums „P. G. Demidow“ in Jaroslawl ernannt und verteidigte dort 1880 seine Dissertation in Völkerrecht.
Am 13. April 1880 wurde er zum Doktor des Völkerrechts und am 9. Juli 1880 zum außerordentlichen Professor am Juristischen Lyzeum „P.G.Demidow“  ernannt. Am 9. April 1882 wurde er außerordentlicher Professor und am 1. April 1883 ordentlicher Professor der Abteilung für Allgemeine Geschichte des Rechts und des Völkerrechts an der Juristischen Fakultät der Universität St.-Wladimir-Universität Kiew. Im Januar 1884 wurde er zudem Professor für Internationales Recht und von 1905 an war er Dekan der Juristischen Fakultät der Universität. In den Jahren 1908 bis 1913 war er Direktor des Kiewer Handelsinstituts.
Ab 1918 war er für das Handel- und Industrieministerium und das Außenministerium der Ukrainischen Volksrepublik tätig. Unter anderem war er am Zustandekommen von Wirtschaftsabkommen mit Deutschland und Österreich-Ungarn beteiligt und Autor des Verfassungsentwurfs der Verfassung der Ukrainischen Volksrepublik.
1921 emigrierte er in die Tschechoslowakei, wo er ab 1922 Professor und 1923/24 Dekan der Juristischen Fakultät der Ukrainische Freie Universität in Prag sowie Professor an der Ukrainischen Wirtschaftsakademie in Poděbrady war.
Von 1924 an war er aktives Mitglied der Wissenschaftliche Gesellschaft Schewtschenko in Lwiw. Er starb im Februar 1943 88-jährig in Prag.